# Manfred Berro
Manfred Berro (* 16. Mai 1966 in Zeitz) ist ein ehemaliger deutscher Kanute. Seine Spezialdisziplin war der Zweier-Canadier.

## Werdegang

### Sportler
Berro begann mit dem Kanusport im Alter von sieben Jahren bei der BSG Chemie Zeitz. Ein Jahr später wechselte er zu Motor Zeitz. Seine ersten Erfolge feierte er im Einer-Kajak, bevor er in den Zweier wechselte und mit seinem Partner Ralf Kretschmer mehrfach DDR-Meister wurde. Berro bewarb sich um ein Studium an der Sporthochschule Leipzig, nach dem Aus als olympische Disziplin nach 1972 entfiel in der DDR jedoch die Förderung der Sportart. Nachdem sein Partner Kretschmer zur Nationalen Volksarmee gegangen war, bildete Berro gemeinsam mit Michael Trummer einen neuen Zweier. In dieser Kombination wurden beide Mitglied der DDR-Junioren-Nationalmannschaft. Nach der Wiedervereinigung konnten beide auch erstmals außerhalb von DDR, Polen und Tschechien im Kanuslalom-Weltcup starten. Mit Rang zwei in Nottingham im Juni 1994 erreichte er sein bestes Einzel-Weltcup-Resultat.
Bei den Kanuslalom-Weltmeisterschaften 1991 in Ljubljana gewann Berro mit Trummer Bronze und erreichte damit die Qualifikation für die Olympischen Sommerspiele 1992 in Barcelona, bei denen Kanuslalom wieder ins olympische Programm aufgenommen wurde. Die Rennen in Barcelona beendete er mit Trummer auf Platz neun. Bei den Kanuslalom-Weltmeisterschaften 1995 in Nottingham gewann das Duo erneut Bronze. Ein Jahr später verpassten beide als Vierte nur knapp die Medaillenränge bei den Olympischen Sommerspielen 1996 in Atlanta. Nach einer weiteren Bronzemedaille bei den Kanuslalom-Weltmeisterschaften 1997 in Três Coroas beendete Berro seine aktive Karriere.
Berro nahm 2008 an der Deutschen Meisterschaft der Senioren, den German Masters teil und gewann mit seinem Partner Gold im Zweier-Canadier.

### Unternehmer
1999 gründete Berro nahe seiner Heimat in Bad Kösen ein Unternehmen, mit dem er Schlauchboot- und Kanutouren auf der Saale anbietet. 2015 übernahm er die Saaleschifffahrt Bad Kösen mit dem saisonalen Fahrgastbetrieb zwischen der Stadt und der Rudelsburg sowie dem Betrieb der örtlichen Fähre. Im April 2017 übernahm Berro auch den Fährbetrieb am Blütengrund in Naumburg (Saale).